# 07韦斯图尔
07韦斯图尔是法罗群岛一个成立于2007年的足球俱乐部，位于沃格岛上的Sandavágur和瑟沃格。隊名Vestur在法罗语中意为“西部”，来源于沃格岛处于群岛西部的位置。

## 历史
俱乐部成立于1993年12月18日，当时取名为FS沃格（FS Vágar），是为了提升此地区的足球水平合并沃格岛上的两支球队而成。1998年，同样位于沃格岛上的SI瑟沃格并入。不久，新成立的俱乐部挤入法罗群岛的顶级联赛（在1995年时顶级联赛的名字为法罗群岛足球甲级联赛）。不幸的是，该球队未能一直保留在顶级联赛中参赛。2003年起FS沃格跌出顶级联赛。不久之后，三个创始俱乐部之间的合作开始崩溃。FS沃格最终在2004年秋季解散。
尽管发生过争论，很多人还是希望保留该俱乐部。如果不可能的话就创办一个新的俱乐部。于是在2004年11月8日，重新创建了名为FS沃格2004（FSV04）的俱乐部。2007年秋季FSV04开始和SI瑟沃格（前一次合并的创始俱乐部之一）谈判合并，并最终在2007年11月6日合并成功。不久之后俱乐部改名为07韦斯图尔。新名字既包含创立年份，也意为沃格岛处于西经7度的位置，Vestur在法罗语中意为“西部”，来源于沃格岛处于群岛西部的位置。
俱乐部有两支男子足球队和一直女子足球队。男子一队一直徘徊于超级联赛和甲级联赛之间。2021年时参加超级联赛的比赛。

## 球队荣誉
- 法罗群岛足球甲级联赛冠军：
  - 1999, 2002, 2008, 2010, 2012